# Verwaltungsgemeinschaft Rennsteig
De Verwaltungsgemeinschaft Rennsteig is een voormalig gemeentelijk samenwerkingsverband van drie gemeenten in het landkreis Ilm-Kreis in de Duitse deelstaat Thüringen. Het bestuurscentrum bevond zich Schmiedefeld am Rennsteig. De Rennsteig verbond de drie samenwerkende gemeenten.
Het verband werd op 1 januari 2019 opgeheven toen Frauenwald en Stützerbach opgenomen werden in de gemeente Ilmenau en Schmiedefeld am Rennsteig in de Kreisfreie Stadt Suhl.

## Deelnemende gemeenten
De volgende gemeenten maakten deel uit van de Verwaltungsgemeinschaft:
- Frauenwald
- Schmiedefeld am Rennsteig
- Stützerbach